# Save Me (canção de Remy Zero)
Save Me é uma canção lançada em 2001 pela banda Remy Zero. A canção ficou conhecida por ser tema do seriado Smallville. Introduzida em 2001 no seriado, a canção deu inicio a popularização de músicas pop e rock como temas ou hits de séries de televisão.

## Faixas

### CD Single
1. "Save Me" (Radio Edit)
2. "Save Me"
3. "Resurrection"
4. "The Searchers"

### Smallville Single
1. "Save Me" - 4:01
2. "Inside Out" - 3:38 (por Vonray)

## Desempenho nas paradas
| Parada (2001)                          | Melhor posição |
| -------------------------------------- | -------------- |
| U.S. Billboard Modern Rock Tracks      | 27             |
| U.S. Billboard Hot Adult Top 40 Tracks | 33             |
| UK Singles Chart                       | 55             |
| France Singles Top 100                 | 16             |